# 21613 Schlecht
21613 Schlecht (1999 JF68) là một tiểu hành tinh vành đai chính được phát hiện ngày 12 tháng 5 năm 1999 bởi Nhóm nghiên cứu tiểu hành tinh gần Trái Đất phòng thí nghiệm Lincoln ở Socorro.